# Les Vives
Les Vives és una masia del municipi de Sant Vicenç de Castellet (el Bages) inclosa en l'Inventari del Patrimoni Arquitectònic de Catalunya.

## Descripció
Masia de grans dimensions amb una planta totalment irregular formada per l'afegit de diferents cossos quadrats o rectangulars que repeteixen esquemes clàssics basilicals però orientats de manera diferent. Així la façana principal, orientada a migdia és el reflex més evident del creixement espectacular de la masia: eixides, balconades, cobertes a doble vessant o a una sola vessant, els careners paral·lels o perpendiculars, etc. La Masia acull i centra totes les dependències del mas (corts, pallisses, etc) al seu entorn. Situada al Mas de les Vives i d'estil romànic del segle xii trobem Santa Maria de Castellet, una còpia de l'original.

## Història
La masia de les Vives és una de les més antigues del terme de Castellet; situada al peu de l'antic castell de Castellet i de la capella de Santa Maria conserva avui la imatge romànica de la Mare de Déu de Castellet, així com un important arxiu familiar des de l'època medieval. L'any 1553 Pere Vives era batlle de la parròquia i terme de Sant Vicenç de Castellet i així s'esmenta en el Fogatge de 1553 "Dit dia en Pere Vives balle de la Parròquia y terme de Sanct Vicens de Castellet..."